# Michel Zitt
Michel Zitt (1947) és un gestor d'informació francès especialitzat en bibliometria. El 1991 va doctorar a la Universitat París-Dauphine en Ciències econòmiques.
Zitt va demostrar les manques que tenen els indicadors bibliomètrics per mesurar correctament la valor d'estudis publicades en revistes científiques i les citacions per altres autors, criteris utilitzats per mesurar l'impacte de la producció científica d'un autor.
Zitt va demostrar que els indicadors bibliomètrics utilitzats, pateixen dos problemes que adulteren la representació quantitativa de la producció científica. El primer està relacionat amb el disseny i cobertura de les bases de dades, és a dir, les temàtiques poden variar d'una base de dades a una altra malgrat tenir informació del mateix camp científic; els biaixos geogràfics i lingüístics són els més freqüents. El segon té a veure amb les diferents metodologies bibliomètriques emprades. D'aquesta combinació, s'obtenen resultats diversos segons el punt de vista. Un dels eixos de recerca de Zitt ha estat l'estudi de l'ús de citacions per científics (és a dir, amb quins criteris citen les publicacions d' altres) i la recepció estandarditzada que aquests tenen en les diverses disciplines científiques. És per això, que Zitt i Elise Bassecoulard van dissenyar models orientats cap a universitats i centres de recerca concrets amb la finalitat de visualitzar millor la producció científica. Així, per exemple, en cartografiar el lèxic amb xarxes de cites, es poden desentranyar camps de recerca complexos o nous.
Michel Zitt pertany al consell editorial de la revista Scientometrics i ha publicat nombrosos articles. Són dignes de mencionar, entre d'altres, els que fan referència al factor d'audiència, una variació ponderada del factor d'impacte.
El 2009 va rebre la Medalla Derek de Solla Price al costat de l'hongarès Péter Vinkler.